# Kościół w Węglówce
Kościół w Węglówce este o arie protejată (sit de importanță comunitară — SCI) din Polonia întinsă pe o suprafață de 88,56 ha, integral pe uscat.

## Localizare
Centrul sitului Kościół w Węglówce este situat la coordonatele 49°44′55″N 20°04′29″E / 49.7486°N 20.0746°E.

## Înființare
Situl Kościół w Węglówce a fost declarat sit de importanță comunitară în octombrie 2009 pentru a proteja 2 specii de animale.

## Biodiversitate
Situată în ecoregiunea alpină, aria protejată nu include niciun habitat protejat.
La baza desemnării sitului se află mai multe specii protejate de  mamifere (2): liliac comun (Myotis myotis), liliacul mic cu potcoavă (Rhinolophus hipposideros).